# Feuilleea versicolor
Feuilleea versicolor là một loài thực vật có hoa trong họ Cucurbitaceae. Loài này được (Welw. ex Oliv.) Kuntze mô tả khoa học đầu tiên năm 1891.